# Tatabánya
Tatabánya je mesto z nekaj manj kot 70.000 prebivalci in sedež županije na Madžarskem, ki upravno spada v podregijo Tatabányai Županije Komárom-Esztergom.
Tu se nahaja Városi Stadion (15.500 mest), sedež FC Tatabánya.